# Mario Gómez
Mario Gomez García, nemški nogometaš, * 10. julij 1985, Riedlingen, Nemčija.
Gomez je v svoji karieri igral za klube VfB Stuttgart, München Munich, Fiorentina, Beşiktaş in Wolfsburg, med letoma 2007 in 2018 je bil tudi član nemške reprezentance.